# جانفرانکو ماتئولی
جانفرانکو ماتئولی (به ایتالیایی: Gianfranco Matteoli) بازیکن فوتبال و اهل ایتالیا است که از سال ۱۹۸۶ میلادی عضو تیم ملی فوتبال ایتالیا بوده و در ۶ بازی ملی حضور داشته‌است. او در بازی‌های ملی‌اش گلی به ثمر نرساند.
جانفرانکو ماتئولی آخرین بازی ملی خود را در سال ۱۹۸۷ میلادی انجام داد.